# Семерников, Андрей Михайлович
Андрей Михайлович Семерников (1905—1995) — советский военнослужащий, участник Великой Отечественной войны, Герой Советского Союза (1944), командир орудия 70-й механизированной бригады 9-го механизированного корпуса 3-й гвардейской танковой армии), старший сержант.

## Биография
Родился 10 июля 1905 года на хуторе Черни области Войска Донского, ныне Усть-Донецкого района Ростовской области.
Окончил Шахтинский горный техникум. Работал на шахте «Пролетарская диктатура» навалоотбойщиком.
В 1941 призван в армию. На фронтах Великой Отечественной войны с 1943 года. Воевал на Закавказском, Воронежском и 1-м Украинском фронтах.
Особо отличился при освобождении Житомирской области в боях за город Фастов. 12 ноября 1943 года, отражая атаки противника, огнём прямой наводки подбил 2 тяжёлых танка. Когда вышло из строя орудие, огнём из автоматов расчёт орудия отразил контратаку противника и удержал рубеж. Лично уничтожил 12 немецких солдат. Будучи раненным и отправленный в госпиталь, собрал там легкораненных бойцов и вернулся на позицию.
Указом Президиума Верховного Совета СССР «О присвоении звания Героя Советского Союза офицерскому и сержантскому составу артиллерии Красной Армии» от 9 февраля 1944 года за «образцовое выполнение боевых заданий командования на фронте борьбы с немецкими захватчиками и проявленные при этом отвагу и геройство» старший сержант Андрей Михайлович Семерников был удостоен звания Героя Советского Союза с вручением ордена Ленина и медали «Золотая Звезда».
В дальнейшем освобождал Западную Украину, участвовал в боях на Сандомирском плацдарме, форсировании Одера, Берлинской и Пражской операциях. За время войны был 6 раз ранен и дважды контужен.
Демобилизован в звании старшины. После окончания войны работал на шахтах в Ростовской области заместителем начальника технической базы комбинате «Ростовуголь», заместителем начальника треста «Каменскшахтстрой». Избирался депутатом Шахтинского городского Совета народных депутатов.
Последнее время жил в станице Багаевской, с 1991 – в городе Шахты. Похоронен на городском (Неждановском) кладбище города Шахты.

## Награды
- Герой Советского Союза (09.02.1944).
- Награждён орденами Ленина, Отечественной войны 1-й степени, Знак Почёта, медалями.

## Память
- Мемориальная доска в память о Семерникове установлена Российским военно-историческим обществом на здании Нижнекундрюченской средней школы, где он учился.